# Prostomis africana
Prostomis africana es una especie de coleóptero de la familia Prostomidae.

## Distribución geográfica
Habita en Sudáfrica.